# Стефан Поповић (фудбалер)
Стефан Поповић (Београд, 11. јануара 1993) црногорски је фудбалски голман.